# Gautier de Lesina
 (mars 2024).
Si vous disposez d'ouvrages ou d'articles de référence ou si vous connaissez des sites web de qualité traitant du thème abordé ici, merci de compléter l'article en donnant les références utiles à sa vérifiabilité et en les liant à la section « Notes et références ».
Gautier de Lesina dit aussi Gautier de Civitate, est l'un des douze chefs normands qui se partagèrent l'Apulie, en partie conquise sur les Byzantins, après avoir élu pour chef Guillaume Bras-de-Fer à Matera (septembre 1042).
Gautier, fils d'un certain Amicus (mort probablement avant 1042 car il ne reçoit rien du partage), serait un Normand apparenté aux frères Hauteville qui quittèrent leur Cotentin natal pour s'engager comme mercenaires dans le sud de l'Italie.
Gautier, probablement natif du duché de Normandie, arrive en Italie au plus tard dans les années 1030, faisant peut-être parti du contingent composé de 300 chevaliers normands qui ont combattu les musulmans en Sicile sous les ordres du général byzantin Georges Maniakès (1038-1040). Son frère Pierre fit partie de ce contingent. Au partage de 1042, il reçoit en fief la cité de Lesina et sa région.

## Généalogie simplifiée
```
Amicus
|
|→ 
Gautier de Lesina

|     |
|     |→ 
Amicus de Giovinazzo

|     |
|     |→ Godefroi de Melfi
|
|→ 
Pierre de Trani

       |
       |→ Amicus
       |
       |→ Godefroi de Trani
       |    |
       |    |→ Richard d'Andria
       |         |
       |         |→ Godefroi d'Andria
       |              |
       |              |→ Richard II d'Andria
       |                   |
       |                   |→ 
Roger d'Andria

       |                         |
       |                         |→ 
Robert de Calagio

       |
       |→ 
Pierre II de Trani
```

## Sources primaires
- Aimé de Montcassin, L'Ystoire de li Normant (traduction du XIVe siècle en Vieux français).
- Guillaume de Pouille, Gesta Roberti Wiscardi (vers 1100).